# Kenan Doğulu

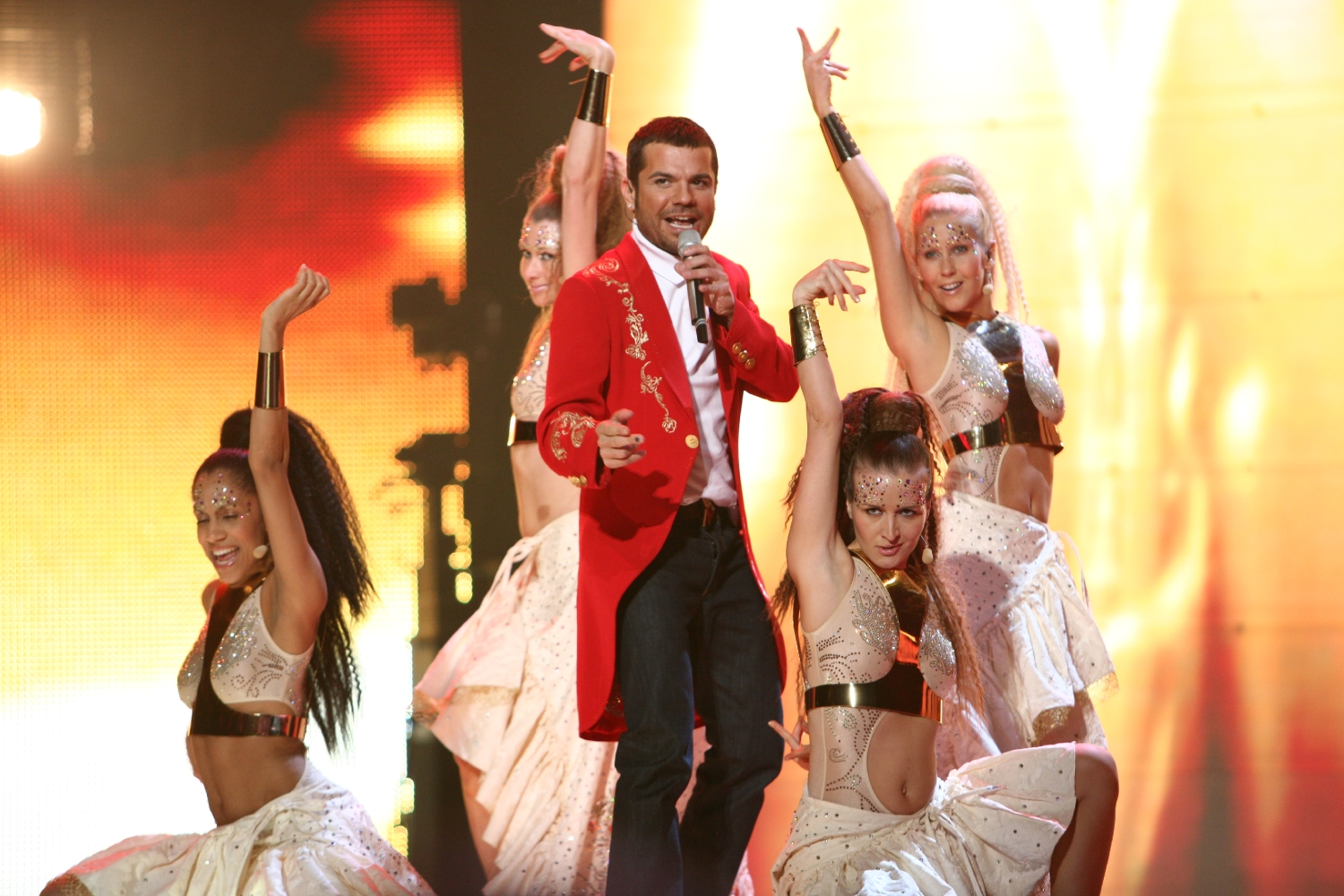
Kenan Doğulu im Finale des Eurovision Song Contest 2007

Kenan Doğulu (* 31. Mai 1974 in Istanbul) ist ein türkischer Sänger. Er gehört zu den etablierten Größen der türkischen Popmusik.

## Leben und Karriere
Doğulu hat eine längere musikalische Ausbildung hinter sich, die er mit fünf Jahren begann. Seine höhere musikalische Ausbildung absolvierte er am Musicians Institute in Los Angeles und später an der Bilgi-Universität in Istanbul.
Bekannt und musikalisch erfolgreich in der Türkei wurde Doğulu 1993 mit seinem ersten Album Yaparım Bilirsin (dt. Du weißt, ich mache das). Seine darauf folgenden Alben festigten seinen Erfolg.
Anlässlich der Feierlichkeiten zum 75. Jahrestag der türkischen Republikgründung tourte Doğulu im Jahre 1998 bei seiner Republik-Tournee (Cumhuriyet Turnesi) durch die gesamte Türkei und coverte über längeren Zeitraum alte militärische Marschmusikstücke aus Zeiten der Republikgründung.
Im Jahr 2004 gewann er einen Altın Kelebek Award in der Kategorie Bester Pop-Sänger.
Doğulu vertrat beim Eurovision Song Contest 2007 in Helsinki die Türkei mit dem dezent orientalisch angehauchten Dance-Lied Shake It Up Şekerim und belegte den vierten Platz. Laut einer Umfrage der türkischen Zeitung Milliyet im Vorfeld des Wettbewerbs gefiel 58 Prozent der 50.768 Beteiligten das Lied nicht, 42 Prozent fanden es gut.
Kenan Doğulu heiratete am 29. Juli 2014 in Los Angeles (USA) die türkische Schauspielerin Beren Saat.
In seiner bisherigen Musiklaufbahn machte er mit zahlreichen Hits wie Yaparım Bilirsin, Ben Güzelden Anlarım, Tutamıyorum Zamanı, Aklım Karıştı, Çakkıdı, Baş Harfi Ben, Şans Meleğim, Doktor, Bal Gibi oder Aşk İle Yap auf sich aufmerksam.
Künstler wie Feminnem oder Toni Storaro coverten Songs von Doğulu.
Er ist Inhaber der Doğulu Productions-Plattenfirma, bei der u. a. Bengü unter Vertrag steht. Der erfolgreiche DJ und Produzent Ozan Doğulu ist sein älterer Bruder.

## Diskografie

### Alben
- 1993: Yaparım Bilirsin
- 1994: Sımsıkı Sıkı Sıkı
- 1996: Kenan Doğulu 3
- 1999: Ben Senin Herşeyinim
- 2001: Ex Aşkım
- 2003: Demedi Deme
- 2006: Festival
- 2009: Patron
- 2012: Aşka Türlü Şeyler
- 2016: İhtimaller
- 2018: Vay Be

### Remixalben
- 1997: 3,5
- 2002: 5,5
- 2004: 6,5
- 2007: 7,5

### Kompilationen
- 2009: The Best of

### Kollaborationen
- 2009: Festival 2009 (mit Ceza & Pinhâni)

### Singles
- 1993: Yaparım Bilirsin[2]
- 1993: Aşk Oyunu
- 1994: Yazmışsa Bozmak Olmaz
- 1994: Sımsıkı Sıkı Sıkı
- 1995: Kurşun Adres Sormaz Ki
- 1995: Can Bebeğim
- 1995: İsyan Bu Haykırış
- 1996: Hiç Bana Sordun mu?
- 1996: Kandırdım
- 1997: Günah Değil mi Bana
- 1997: Gelinim
- 1997: 10. Yıl Marşı
- 1999: Ben Güzelden Anlarım
- 1999: Ben Senin Herşeyinim
- 1999: Tükendim Ben
- 1999: Papatya
- 1999: Gençlik Marşı (Cameoauftritt von Bengü)
- 2001: Tutamıyorum Zamanı
- 2001: Ellerimde Çiçekler
- 2001: Ex Aşkım
- 2001: Kime Ne
- 2003: Aklım Karıştı (Hintergrundstimme: Sıla Gençoğlu)
- 2003: Aşkım Aşkım
- 2003: Güzeller İçinden
- 2003: Tanımamışsın
- 2003: Dön Gel
- 2006: Çakkıdı (Hintergrundstimme: Sezen Aksu)
- 2006: Ara Beni Lütfen
- 2006: Aşk Kokusu
- 2006: Baş Harfi Ben
- 2006: Olmaz
- 2006: Rüzgar
- 2006: Yüzsüz Yürek (Hintergrundstimme: Sıla Gençoğlu)
- 2007: Shake It Up Şekerim (ESC Beitrag der Türkei)
- 2007: ...Dan Sonra (mit Sıla Gençoğlu)
- 2009: Rütbeni Bileceksin
- 2009: En Kıymetlim
- 2009: Aşkkolik
- 2010: Anlıyor musun?
- 2010: Ünzile (mit Yalın)
- 2010: Öp (mit Ozan Doğulu)
- 2010: Bunlar da Geçer (mit Ozan Doğulu)
- 2010: Bundan Sonra Böyle (mit Bora Uzer)
- 2011: Hançer (mit Sibel Can)
- 2011: Güle Güle
- 2011: Şans Meleğim
- 2012: Doktor (mit İskender Paydaş – Hintergrundstimme: Funda Kılıç)
- 2012: Bal Gibi
- 2012: Şeytan Tüyü
- 2013: Aşka Türlü Şeyler
- 2013: Tencere Kapak
- 2013: Kalp Kalbe Karşı (mit Ozan Doğulu)
- 2013: Kız Sana Hayran (mit Ozan Doğulu)
- 2014: Living It Up (mit Kaan & Radio Killer)
- 2014: Harika (mit Ozan Doğulu & Ajda Pekkan)
- 2014: Büyük Yürürüm (mit Ozan Doğulu)
- 2014: Rica
- 2015: Aşk İle Yap
- 2015: Bir İleri İki Geri
- 2016: Gecelerim
- 2016: İhtimal
- 2016: Bize Müsaade Ettim (mit maNga)
- 2017: Cambaz (mit Emir Ersoy & Cem Yılmaz)
- 2017: İlk Adımı Sen At
- 2018: Kardan Kadın
- 2018: Issız Ada
- 2018: Vay Be
- 2018: Yosun
- 2019: Aşk Dansı (mit Yaşar Gaga)
- 2020: Seninle (mit Nükhet Duru)
- 2020: Bizimdir
- 2020: Rakkas
- 2020: Dansa Kaldır
- 2021: Boğazımdan Geçmiyor
- 2021: Bumaya
- 2021: Hezarfen (mit Erdem Kınay)
- 2022: Yeşilmişik
- 2022: Yaramızda Kalsın
- 2022: What's Love (mit Ege Çubukçu)
- 2023: Seninle Başım Dertte
- 2023: Rüya (mit Arem Ozguc & Arman Aydin)
- 2023: İkinci Yüzyıl
- 2024: Kahve
- 2024: Hasret
- 2025: Durup Dururken (mit Salman Tin)

### Gastauftritte
- 1993: Aşk Olsun (von Sibel Tüzün – Hintergrundstimme)
- 1994: Şeytana Uydum (von Yonca Evcimik – Hintergrundstimme)
- 2008: 4 Peynirli Pizza (von Grup Hepsi – Hintergrundstimme)
- 2009: Bitse De Gitsek (von Sıla Gençoğlu – Hintergrundstimme)

## Filmografie
Serien
- 2004: Hayat Bilgisi
- 2012: Yalan Dünya
- 2015: Medcezir

## Auszeichnungen
- 2004: Altın Kelebek Award in der Kategorie Bester Pop-Sänger
- 2007: Altın Kelebek Award in der Kategorie Bestes Musikvideo (für Çakkıdı)